# Egede Boassen
Egede Hans Morthen Boassen (* 26. April 1913 in Nanortalik; † unbekannt) war ein grönländischer Katechet und Landesrat.

## Leben
Egede Boassen war der Sohn des Jägers Isboseth Johan Boas Poul Boassen (1877–?) und seiner Frau Louise Emilie (um 1884–?). Seine Mutter war Tunumeer und ein Pflegekind der Eltern von Henrik Lund. Egede Boassen studierte von 1927 bis 1932 an Grønlands Seminarium in Nuuk. Am 27. August 1933 heiratete er in Kangersuatsiaq Louise Sophie Marthe Christiansen (1908–?), Tochter des Jägers Carl Ole Peter Christiansen (1880–1913) und seiner Frau Aline Marie Abigael Karlsen (1881–?). Ende der 1930er Jahre war er in Ittoqqortoormiit tätig und ab Anfang der 1940er Jahre wieder in seiner Heimatgegend. Als Jäger wurde er 1945 in den südgrönländischen Landesrat gewählt. 1946 wurde er von Jacob Abelsen vertreten. Nach nur zwei Sitzungen, an denen er 1945 und 1947 teilgenommen hatte, wurde er ab 1948 für den Rest der Legislaturperiode von Jacob Abelsen ersetzt. Ab demselben Jahr ist er in Qullissat bezeugt, wo er unter anderem Vorsitzender des Sportvereins Nanoĸ Qullissat war.  Nachdem Qullissat Anfang der 1970er Jahre aufgegeben worden war, war er in Narsaq wohnhaft.